# Tangram (Baglung)
Tangram (nep. तंग्राम) – gaun wikas samiti w zachodniej części Nepalu w strefie Dhawalagiri w dystrykcie Baglung. Według nepalskiego spisu powszechnego z 2011 roku liczył on 846 gospodarstw domowych i 3815 mieszkańców (2163 kobiety i 1652 mężczyzn).